# قره‌خان (مهاباد)
قره‌خان (مهاباد)، روستایی از توابع بخش مرکزی شهرستان مهاباد در استان آذربایجان غربی ایران است.

## جمعیت
این روستا در دهستان مکریان غربی قرار دارد و براساس سرشماری مرکز آمار ایران در سال ۱۳۸۵، جمعیت آن ۶۳۷ نفر (۱۰۲ خانوار) بوده‌است.